# قصف لندن

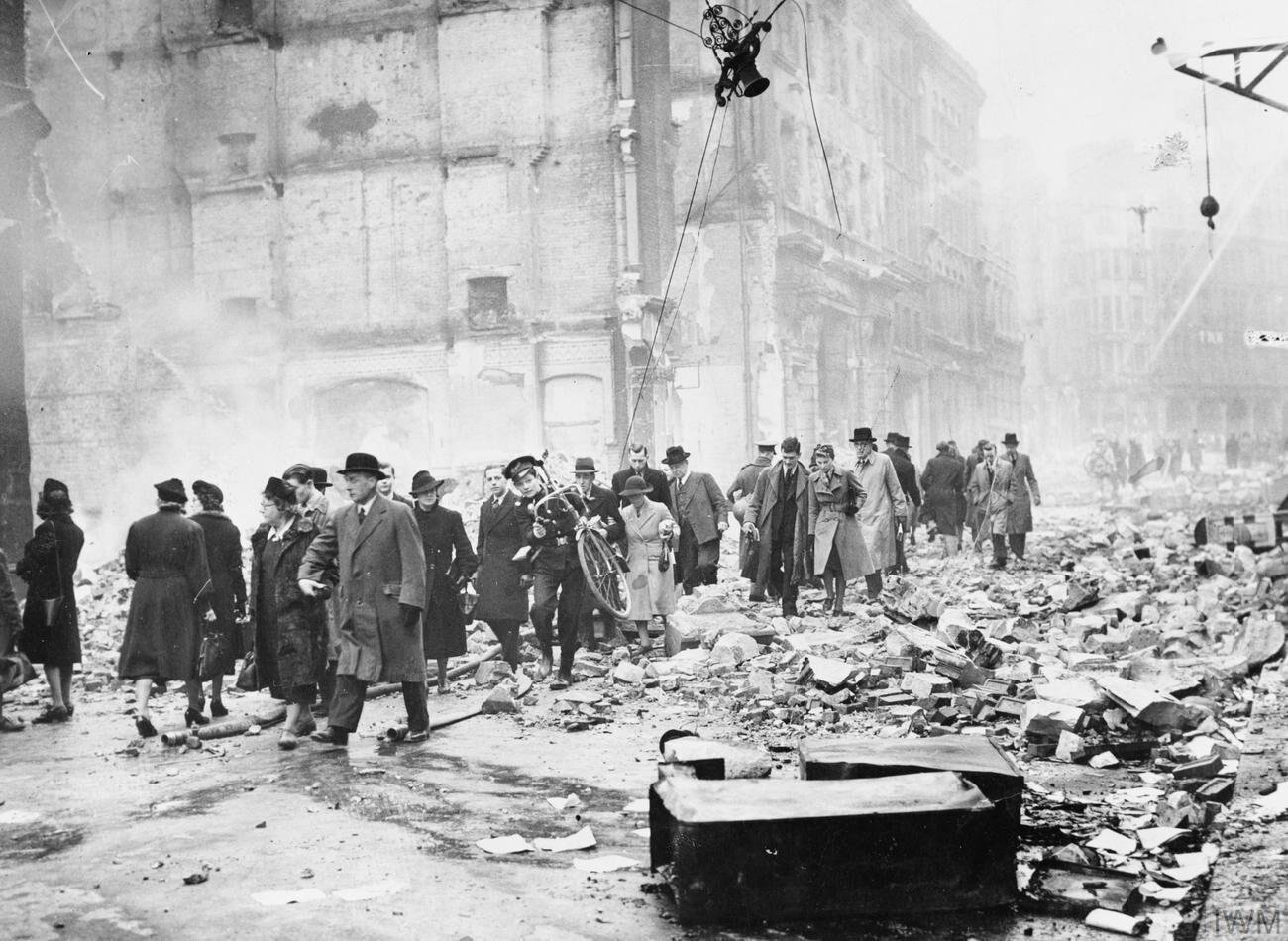
أثار قصف لندن عام 1941م

تظهر خارطة انطلاق الطائرات الألمانية لقصف لندن

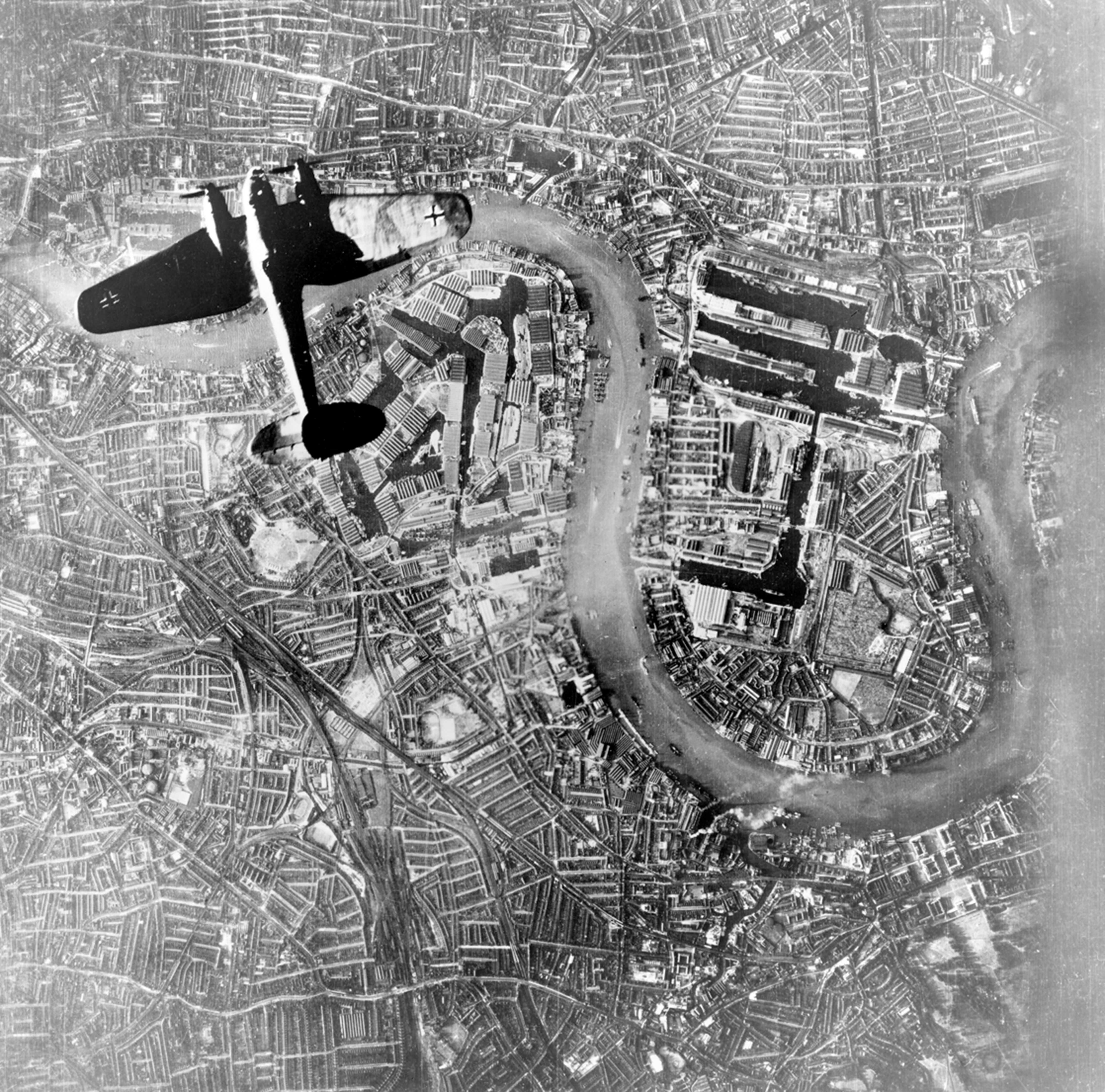
الطائرة الألمانية تحلق في السماء

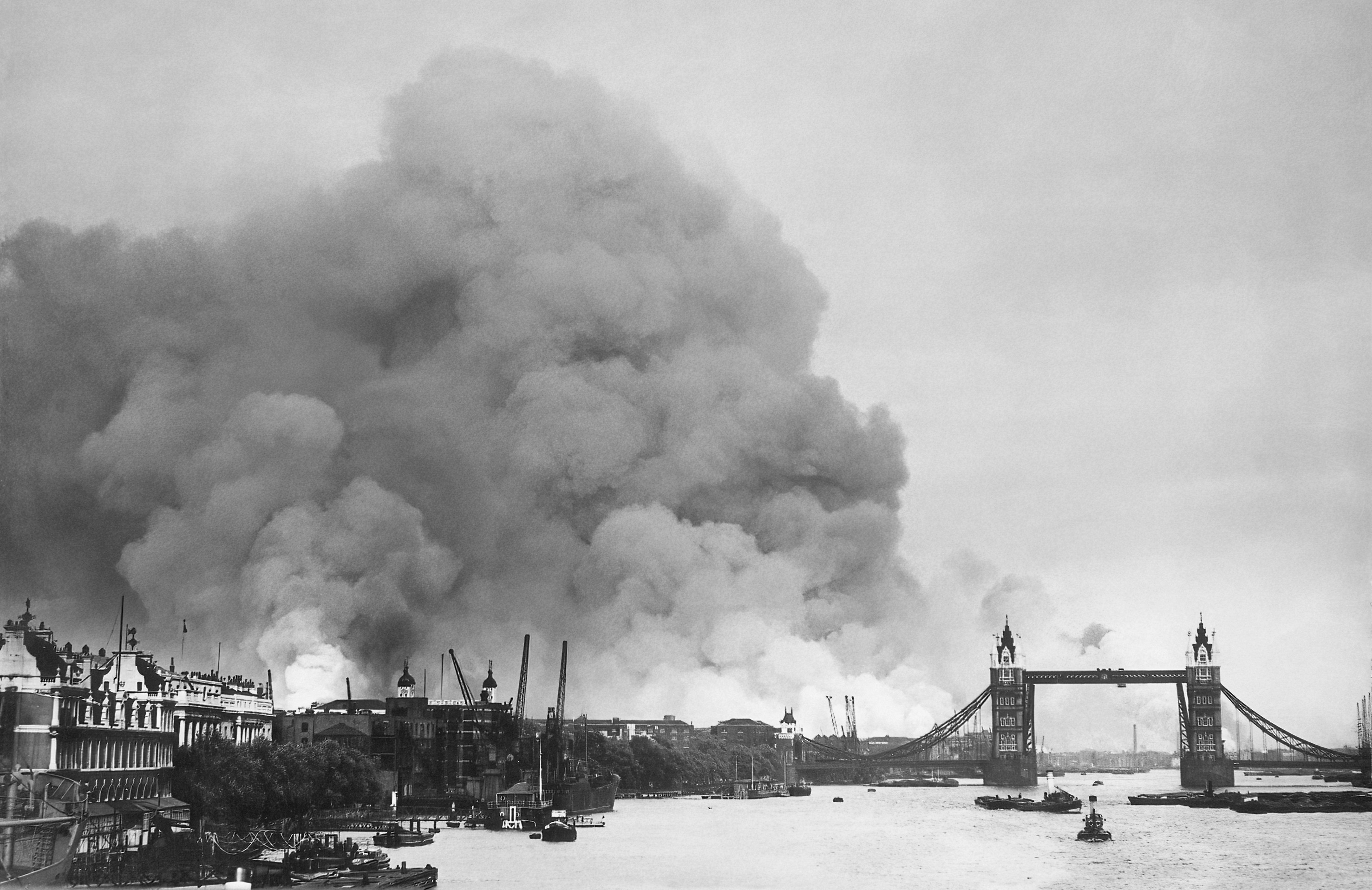
لندن تحترق عام 1940م

كان قصف لندن (أو المعروف بالبليتز) (بالإنجليزية: The Blitz) حملة قصف ألمانية شُنت على المملكة المتحدة في عامي 1940 و1941، خلال الحرب العالمية الثانية. استُخدام المصطلح لأول مرة من قبل الصحافة البريطانية، نشأ المصطلح من الكلمة الألمانية «بيلتزكريغ»، التي تعني «الحرب الخاطفة».
أجرى الألمان هجمات جوية واسعة ضد أهداف صناعية وبلدات، ومدن، بدءًا من غارات شُنت على لندن نحو نهاية معركة بريطانيا في عام 1940 (معركة من أجل التفوق الجوي بين اللوفتوافه [القوات الجوية الألمانية] وسلاح الجو الملكي على المملكة المتحدة). بحلول سبتمبر عام 1940، خسرت لوفتوافه معركة بريطانيا وأمرت الأساطيل الجوية الألمانية (لوفتفاف) بمهاجمة لندن، لجذب قيادة مقاتلات سلاح الجو الملكي إلى معركة الإبادة. أمر أدولف هتلر ومارشال الرايخ هيرمان غورينغ القائد العام للوفتوافه باتباع السياسة الجديدة في 6 سبتمبر عام 1940. اعتبارًا من 7 سبتمبر عام 1940، قصفت لوفتوافه لندن بشكل مستمر لمدة 56 يومًا من الأيام والليالي السبع والخمسين التالية. كان أبرزها الهجوم الكبير الذي وقع في وضح النهار ضد لندن في 15 سبتمبر.
قللت لوفتوافه تدريجيًا العمليات النهارية لزيادة الهجمات الليلة كي تتجنب الهجمات التي يشنها سلاح الجو الملكي، وأصبحت عملية بيلتز حملة قصف ليلية بعد أكتوبر عام 1940. هاجمت لوفتوافه ميناء المحيط الأطلسي الرئيسي، وميناء ليفربول في أثناء الحرب الخاطفة على ليفربول. عانى ميناء هال على بحر الشمال، وهو هدف مناسب يسهل العثور عليه أو هدف ثانوي لقاذفات القنابل غير القادرة على تحديد أهدافهم الأساسية، فتعرضت للقصف. كما تعرضت موانئ مدن برستل، وكارديف، وبورتسموث، وبليموث، وسَاوثهامْبتون، وسوانزي، وبلفاست، وغلاسكو للقصف، وكذلك المراكز الصناعية في برمنغهام وكوفنتري ومانشستر وشفيلد. قُتل أكثر من 40 ألف مدني في قصف  لوفتوافه خلال الحرب، نصفهم تقريبًا في العاصمة، حيث تدمر وتضرر أكثر من مليون منزل.
في أوائل يوليو عام 1940، بدأت القيادة الألمانية العليا التخطيط لعملية بارباروسا، غزو الاتحاد السوفيتي. فشل القصف في إضعاف معنويات البريطانيين ودفعهم إلى الاستسلام أو إلحاق أضرار جسيمة باقتصاد الحرب. ثمانية أشهر من القصف لم تعيق الإنتاج الحربي البريطاني الذي استمر في الزيادة. كان التأثير الأكبر هو إجبار البريطانيين على تشتيت إنتاج الطائرات وقطع الغيار. خلصت الدراسات البريطانية الحربية إلى أن المدن استغرقت بشكل عام من 10 إلى 15 يومًا للتعافي عقب تعرضها لضربات شديدة، لكن مدن مثل برمنغهام استغرقت ثلاثة أشهر.
فشل الهجوم الجوي الألماني لأن القيادة العليا في اللوفتوافه (أوبركوماندو دير لوفتفافه) لم تضع إستراتيجية منهجية لتدمير صناعة الحرب البريطانية. أدى ضعف المعلومات الاستخبارية حول الصناعة البريطانية والكفاءة الاقتصادية إلى تركيز أو كي إل على التكتيكات بدلًا من الإستراتيجية. ضعفت جهود القصف بسبب الهجوم على عدد من الصناعات بدلًا من الضغط المستمر على أكثرها حيوية.

## خلفية تاريخية
بدأت لوفتوافا الألمانية في أغسطس أب 1940 سلسلة من الهجمات الجوية المركزة عملية هجوم النسر على أهداف في انحاء المملكة المتحدة في محاولة لتدمير سلاح الجو الملكي البريطاني لإنشاء التفوق الجوي فوق بريطانيا العظمى وقد سميت المعركة فيما بعد باسم معركة بريطانيا. لاحقا تغيرت إستراتيجية القصف من قصف قواعد سلاح الجو الملكي البريطاني إلى قصف لندن نفسها. يؤكد بعض المؤرخين على أن تغير إستراتيجية القصف قد فوت على طائرات لوفتوافا كسب المعركة الجوية بينما يرى آخرون أن ذلك أدى إلى تفوق إلى حد ما لصالح لوفتوافا ولكن ليس إلى الحد الملموس خاصة أنه لم يكن ليضمن التفوق الجوي دون ملائمة الظروف الجوية. وآخرون رأوا أنه لن تقوم طائرات لوفتوافا بتدمير طائرات سلاح الجو الملكي لأنه وببساطة مع تزايد الخسائر البريطانية فقط كان عليهم الانسحاب إلى الشمال وإعادة ترتيب الصفوف من أجل صد العبور الألماني. ويقول مؤرخون آخرون إن أسد البحر (عملية عسكرية) قد فشلت بغض النظر عن ذلك بسبب ضعف البحرية الألمانية مقارنة بالبحرية الملكية البريطانية.

## الدفاع المدني

### استعدادات ومخاوف ما قبل الحرب
كان في لندن تسعة ملايين شخص – أي خمس سكان بريطانيا – يعيشون في منطقة مساحتها 750 ميلًا مربعًا (1940 كيلومترًا مربعًا، وكان من الصعب الدفاع عنها بسبب حجمها. واعتمادًا على الخبرة مع القصف الاستراتيجي الألماني خلال الحرب العالمية الأولى ضد المملكة المتحدة، قدرت الحكومة البريطانية بعد الحرب العالمية الأولى أنه سيكون هناك 50 ضحية – مع مقتل حوالي الثلث – عن كل طن من القنابل التي ستُلقى على لندن. نما تقدير أطنان القنابل التي يمكن أن يسقطها العدو يوميًا مع تقدم تكنولوجيا الطائرات، من 75 في عام 1922، إلى 150 في عام 1934، إلى 644 في عام 1937. في ذلك العام، قدرت لجنة الدفاع الإمبراطوري أن هجومًا لمدة 60 يومًا سيؤدي إلى مقتل 600 ألف شخص مع جرح نحو 1.2 مليون شخص. قدرت التقارير الإخبارية عن الحرب الأهلية الإسبانية، مثل قصف برشلون، بخسارة 50 ضحية لكل طن. بحلول عام 1938، توقع الخبراء عمومًا أن تحاول ألمانيا إسقاط ما يصل إلى 3500 طن في أول 24 ساعة من الحرب مع متوسط 700 طن يوميًا لعدة أسابيع. وبالإضافة إلى القنابل شديدة الانفجار والحارقة، يمكن أن يستخدم الألمان الغازات السامة وحتى استخدام أدوات الحرب البكتريولوجية، وكل ذلك بدرجة عالية من الدقة. في عام 1939، توقع المُنظِّر العسكري باسيل ليدل هارت أن 250 ألف حالة وفاة وإصابة في بريطانيا يمكن أن تحدث في الأسبوع الأول من الحرب. تجهزت مستشفيات لندن لاستقبال 300 ألف ضحية في الأسبوع الأول من الحرب.
دوت صفارات الإنذار البريطانية لأول مرة بعد 22 دقيقة من إعلان نيفيل تشامبرلين الحرب على ألمانيا. على الرغم من أن هجمات القصف لم تبدأ على الفور أثناء الحرب الزائفة، إلا أن المدنيون كانوا على دراية بالقوة المميتة للهجمات الجوية من خلال النشرات الإخبارية لبرشلونة، وقصف غرنيكا، وقصف شنغهاي. صورت العديد من الأعمال الشعبية الخيالية خلال عشرينيات وثلاثينيات القرن العشرين القصف الجوي، مثل رواية هربرت جورج ويلز شكل الأشياء القادمة وفيلم سنة 1936 المقتبس عن الرواية، وغيرها مثل الحرب الجوية لعام 1936 والحرب السامة.
بالاستناد الجزئي إلى تجربة القصف الألماني في الحرب العالمية الأولى، خشي السياسيون من الصدمات النفسية الجماعية من الهجمات الجوية وانهيار المجتمع المدني. في عام 1938، توقعت لجنة من الأطباء النفسيين أن عدد الإصابات النفسية سيساوي ثلاثة أضعاف الإصابات الجسدية من القصف الجوي، ما يعني ثلاثة إلى أربعة ملايين مريض نفسي. أخبر ونستون تشرشل البرلمان في عام 1934، «يجب أن نتوقع أنه تحت ضغط الهجوم المستمر على لندن، سيُجلى ما لا يقل عن ثلاثة أو أربعة ملايين شخص إلى البلدات المفتوح حول العاصمة». ساهم الذعر أثناء أزمة ميونيخ، مثل هجرة 150 ألف شخص إلى ويلز، في الخوف من الفوضى الاجتماعية.
خططت الحكومة لإجلاء أربعة ملايين شخص –معظمهم من النساء والأطفال– من المناطق الحضرية، بما في ذلك 1.4 مليون من لندن. وتوقعت أن يبقى نحو 90 بالمئة من الأشخاص الذين أُجليوا في منازل خاصة، وأجرت مسحًا موسعًا لتحديد المساحة المتاحة، وقامت باستعدادات مفصلة لنقل الأشخاص الذين تم إجلاؤهم. أُجري تعتيم تجريبي في 10 أغسطس عام 1939 وعندما غزت ألمانيا بولندا في 1 سبتمبر، بدأ التعتيم عند غروب الشمس. لم يُسمح بالأضواء بعد حلول الظلام لما يقارب ست سنوات وأصبح التعتيم إلى حد بعيد أكثر الجوانب التي لا تحظى بشعبية في الحرب بالنسبة للمدنيين. كما خُطط لإعادة توطين الحكومة والخدمة المدنية، لكن ذلك لم يكن ليحدث إلا إذا قضت الحاجة حتى لا تتضرر معنويات المدنيين.
تُركت تجهيزات الدفاع المدني، أي الملاجئ، في أيدي السلطات المحلية، وكانت عدة مناطق مثل برمنغهام، وكوفنتري، وبلفاست، والطرف الشرقي من لندن لم تملك ما يكفي من الملاجئ. كان التأخير غير المتوقع للقصف المدني أثناء الحرب الزائفة يعني أن برنامج المأوى انتهى في يونيو عام 1940، قبل قصف لندن. فضل البرنامج ملاجئ أندرسون في الأفنية الخلفية والملاجئ الصغيرة ذات الأسطح المصنوعة من الطوب. تُخلي عن العديد من هذه الأخيرة في عام 1940 باعتبارها غير آمنة. وتوقعت السلطات أن تكون المداهمات قصيرة وفي وضح النهار بدلًا من الهجمات ليلًا ما أجبر سكان لندن على النوم في الملاجئ.

## وصلات خارجية
- The Blitz نسخة محفوظة 13 أغسطس 2011 على موقع واي باك مشين. Original reports and pictures from The Times
- "London Blitz 1940: the first day's bomb attacks listed in full". الغارديان. 6 سبتمبر 2010. مؤرشف من الأصل في 2013-07-27.
- Archive recordings from The Blitz, 1940–41 (audiobook)
- The Blitz: Sorting the Myth from the Reality, بي بي سي History
- Exploring 20th century London – The Blitz Objects and photographs from the collections of the Museum of London, London Transport Museum, Jewish Museum and Museum of Croydon.
- Liverpool Blitz Experience 24 hours in a city under fire in the Blitz.
- First Hand Accounts of the Blitz StoryVault Oral History Project
- Forgotten Voices of the Blitz and the Battle for Britain
- War and peace and the price of cat fish World War II diary of resident in south-west London.
- Oral history interview with Barry Fulford, recalling his childhood during the Blitz from the Veteran's History Project at Central Connecticut State University
- Interactive bombing map of London
- Interactive bombing map of a North East Town نسخة محفوظة 18 يوليو 2011 على موقع واي باك مشين.
- Interactive bombing map of Buckinghamshire
- Childhood Wartime memories, form "Memoro – The Bank of Memories" (Joy Irvin)